# Ismail Mohamed Ali
 (septembre 2024).
Ismail bin Mohamed Ali (16 septembre 1918 – 6 juillet 1998) fut le deuxième gouverneur de la Banque Negara Malaisie et le président de Pemodalan Nasional Berhad (PNB). Il était le frère de Siti Hasmah Mohamad Ali, l'épouse de l'ancien Premier ministre malaisien Mahathir Mohamad.
Ismail est décédé le 6 juillet 1998 à l'âge de 79 ans à Ampang, Selangor, des suites de la grippe. Il a été enterré au cimetière musulman de Jalan Ampang, à Kuala Lumpur.